# Ourapteryx fulvinervis
Ourapteryx fulvinervis är en fjärilsart som beskrevs av W. Warren 1894. Ourapteryx fulvinervis ingår i släktet Ourapteryx och familjen mätare. Inga underarter finns listade i Catalogue of Life.